# Голицынское барокко

Церковь Знамения Пресвятой Богородицы в Дубровицах (1690—1697)

Голи́цынское баро́кко — одна из стилевых вариаций («пошибов») в рамках русского барокко, связанная с именем князей Голицыных — братьев Бориса и Петра, единомышленников Петра I и сторонников европеизации русской культуры. Их прозападные взгляды выразились, в частности, в возведении в своих подмосковных имениях построек, близких к западноевропейской архитектурной традиции.
Князья Голицыны в постройках петровского времени окончательно отказались от сохранения традиционного силуэта русского храма, позаимствовав из арсенала западноевропейского барокко сложный лепной декор. Манифест нового стиля — церковь Знамения Пресвятой Богородицы в Дубровицах (1690—1704) — была увенчана не традиционным куполом, а золочёной короной. Другая характерная постройка в этом стиле — Знаменская церковь в Перове (1705).

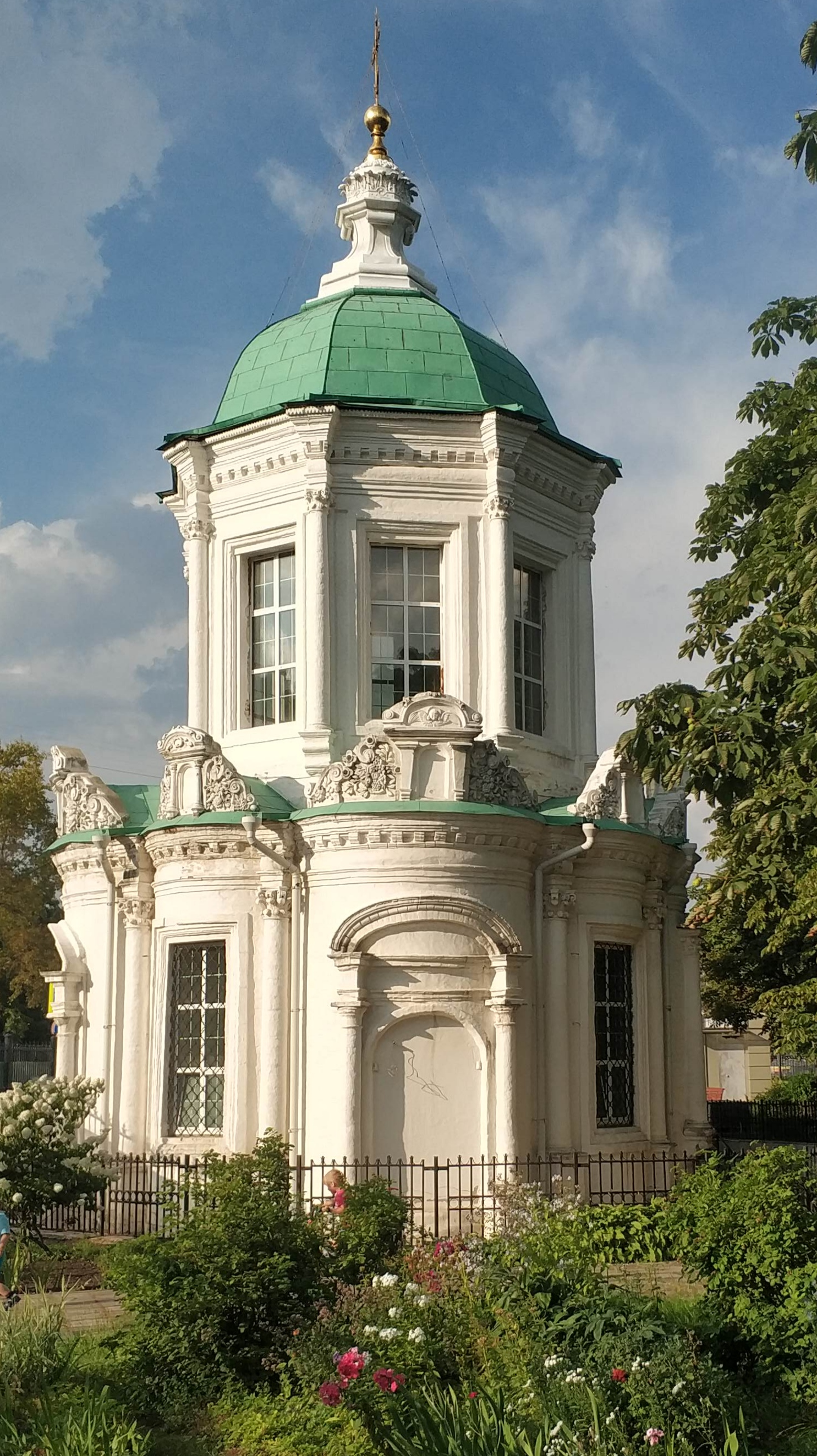
Церковь в Перове

Все эти здания в плане не крестово-купольные, а эллиптические, более напоминают ротонды или сооружения «лепесткового плана». В отличие от нарышкинского стиля, в сущности не барочного, а традиционно русского, голицынский стиль в пространственном отношении может именоваться барочным.
Архитекторы голицынских построек неизвестны, но можно предположить непосредственное участие в их возведении западноевропейских зодчих, которые — в отличие от мастеров московского барокко — не отталкивались от украинско-белорусской барочной традиции. Отличие голицынских построек от петровского барокко состояло в том, что они ориентировались не на североевропейские (шведские, голландские), а на австрийские образцы (которые, в свою очередь, следовали итальянским прототипам).
.
Поскольку выполненное в белом камне голицынское барокко не вписывалось в московское архитектурное пространство того времени, резко контрастируя с ним, и вызывая явные ассоциации с католическими храмами, требовало очень больших расходов на резные и скульптурные работы, на их консервацию в условиях среднерусского климата и соответствующих дорогих специалистов высокого уровня, стиль не получил дальнейшего распространения в России и не смог оказать заметного влияния на развивавшееся на протяжении XVIII столетия искусство русского барокко.